# Hieracium arolae
Hieracium arolae là một loài thực vật có hoa trong họ Cúc. Loài này được (Murr) Zahn mô tả khoa học đầu tiên năm 1901.